# فريشن
فرشن (بالألمانية: Frechen) هي بلدة ألمانية تقع في ألمانيا في Rhein-Erft-Kreis.  يقدر عدد سكانها بـ 51,387 نسمة .

## المدن التوأمة
مدينة Kapfenberg هي مدينة توأمة لـفرشن.

## أعلام
- جيرهارد باركهورن
- سيغفريد بالم
- رالف ديجل
- سونيا برترام
- مانفريد بينيسوفا
- لينارت ثاي
- صلاح الدين بير فوجل
- بيورن أوتو